# Tokelo Rantie
Tokelo Anthony Rantie (Parys, 1990. szeptember 8. –) dél-afrikai válogatott labdarúgó, az angol Premier League-ben szereplő Bournemouth csatára.

## Pályafutása
2009–2013 között a Stars of Africa labdarúgója volt. Közben több csapatban is szerepelt kölcsönben: 2010-ben a mozambiki Ferroviário de Beira, 2011-ben a CD Maxaquene játékosa volt. 2011-ben a svéd IFK Hässleholm, 2011–12-ben az Orlando Pirates, 2012–13-ban a svéd Malmö FF csapatában volt kölcsönjátékos. 2013-ban Malmö FF szerződtette. 2013 és 2016 között az angol Bournemouth csapatában szerepelt.
2012–2017 között 41 alkalommal szerepelt a dél-afrikai válogatottban és 13 gólt szerzett.